# Lysstof
 Ikke at forveksle med fosfor.
Lysstof er et stof som udviser luminiscens dvs. afgiver synligt lys, oftest ved belysning, dvs. ved påvirkning med fotoner, ultraviolet lys eller kortbølget synligt lys. Et lysstof kaldes også fosfor eller phosphor (med tryk på anden stavelse; efter engelsk phosphor).
Lysfænomenet beror på fluorescens eller fosforescens, der sammenfattes under begrebet fotoluminiscens. Forskellen mellem fosforer og fluoroforer beror på naturen af den aktiverede tilstand, men der er ikke nogen skarp grænse mellem fosforer og fluoroforer. Både fosforer og fluoroforer betegnes som luminiforer. Komplekse organiske forbindelser, der udviser fluorescens, kaldes tilsvarende fluoroforer, jvf. Green Fluorescent Protein.

## Energioverførsel
Forklaring af Jablonski-diagrammet.
En elektron absorberer en foton med høj energi og bliver løftet til et højere energiniveau. Elektronen er blevet exiteret eller aktivereret. Systemet henfalder igen til grundniveauet ved udsendelse af en foton. Den udgående foton vil altid have lavere energi end den indgående foton, dvs den udgående stråling vil altid have længere bølgelængde end den indgående stråling.
Hvis energioverførslen til den udgående foton sker på mindre end 10-8 sekund kaldes fænomenet fluorescens, hvis energioverførslen varer længere, kaldes det fosforescens.
Flere fysiske fænomerer forklares ved den samme energioverførsel: fluorescens, fosforescens, kemoluminescens og nordlys

## Eksempler på fosforer
Lysstoffer er uorganiske krystallinske stoffer, ofte overgangsmetaller eller sjældne jordarters metaller.
- oxider
- nitrider
- oxynitrider
- sulfider, selenider, halider eller silikater af zink, cadmium, mangan, aluminium, silicium, eller sjældne jordarters metaller
  - zinksulfid, zink-kadmium-sulfid, zinksulfid-selenid
  - zinksilikat, zinkberylliumsilikat
  - zinkoxider

## Anvendelser
Lyskilder: lysstofrør, fluorescerende lamper, halogenlamper, neonrør af forskellig farve, displaypaneler, hvide LED-lys (fluorescens og fosforescens).
Skærmbelægning i katodestrålerør i TV-apparater, oscilloskoper, alle slags monitorer (katodeluminiscens).
Mærkning af pengesedler, frimærker og andre genstande (fluorescens).
Selvlysende legetøj (fluorescens eller fosforescens)